# Mokre (województwo podlaskie)
Mokre – wieś w Polsce położona w województwie podlaskim, w powiecie bielskim, w gminie Bielsk Podlaski.
Wieś posiadał w 1673 roku koniuszy litewski Franciszek Stefan Sapieha, leżała w ziemi bielskiej województwa podlaskiego w 1795 roku.
W latach 1954–1959 wieś należała i była siedzibą władz gromady Mokre, po jej zniesieniu w gromadzie Piliki. W latach 1975–1998 miejscowość administracyjnie należała do województwa białostockiego.
Prawosławni mieszkańcy wsi należą do parafii św. Proroka Eliasza w Podbielu, a wierni kościoła rzymskokatolickiego do parafii Miłosierdzia Bożego w Bielsku Podlaskim.